# Brown Peak
Der Brown Peak ist ein 1705 m (nach anderen Quellen 1167 m, nach neuseeländischer Darstellung 1524 m) hoher Schichtvulkan im Norden von Sturge Island in der Gruppe der Balleny-Inseln.
Der britische Walfängerkapitän John Balleny entdeckte und benannte den Berg im Februar 1839. Namensgeber ist der Kaufmann William Brown, der Charles Enderby vom britischen Walfangunternehmen Samuel Enderby & Sons für das Zustandekommen von Ballenys Antarktisfahrt (1838–1839) unterstützt hatte. Der britische Polarforscher James Clark Ross sichtete den Berg 1841 erneut und gab ihm als Russell Peak unbeabsichtigt einen neuen Namen, der sich jedoch gegenüber der Erstbenennung nicht durchsetzte.